# Forau del Cocho
El Forau del Cocho es un grupo de abrigos en la sierra de la Carrodilla, provincia de Huesca. Abriéndose filas en una cinglera de 27 m de este a oeste y orientado al sur, el conjunto consta de ocho covachos de desigual tamaño, poco profundos y algunos con pinturas rupestres. Las pinturas han sido estudiadas por Antonio Beltrán en 1985.
Está incluido dentro de la relación de cuevas y abrigos con manifestaciones de arte rupestre considerados Bienes de Interés Cultural en virtud de la Ley 3/1999, de 10 de marzo, del Patrimonio Cultural Aragonés.

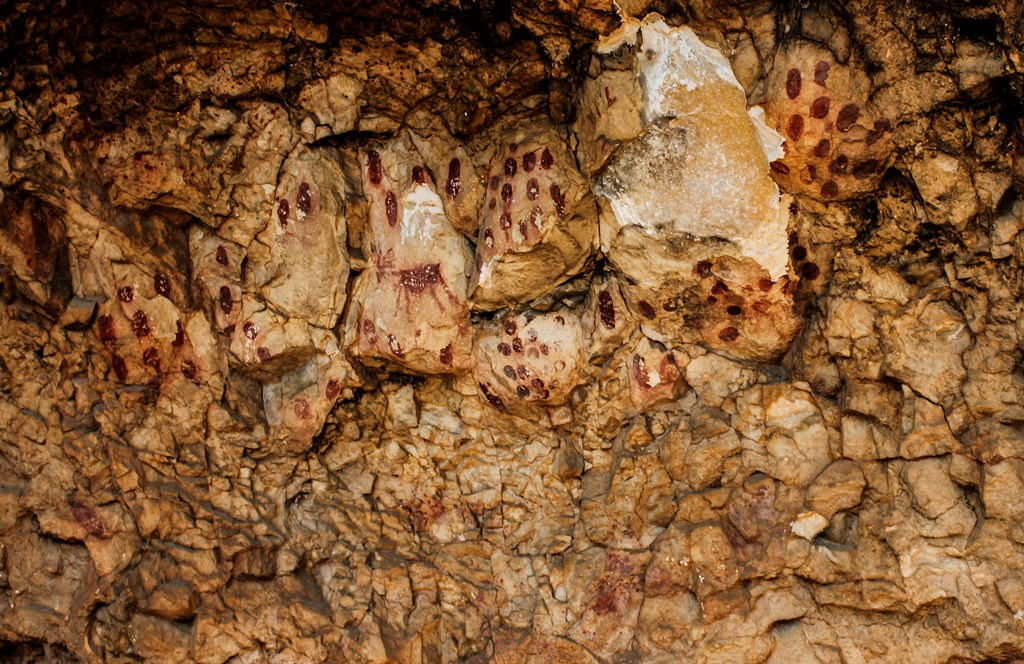
Covacho VI

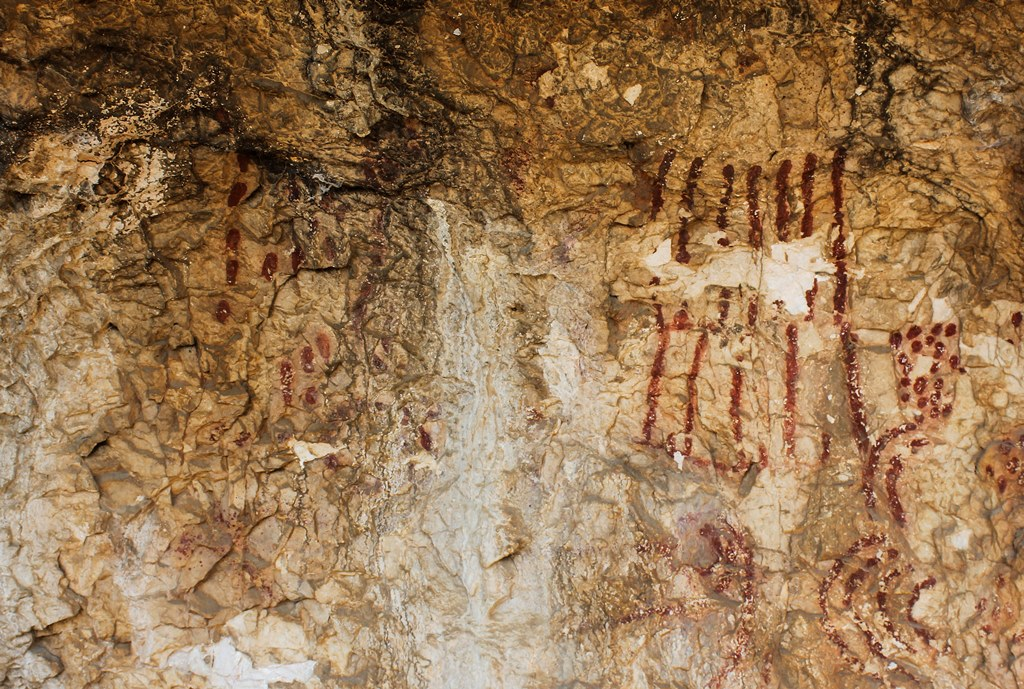
Covacho VII

## Acceso
El Forau del Cocho se encuentra cerca de Estadilla en las inmediaciones de la Ermita de la Carrodilla. El camino desde la ermita hacia las pinturas está indicado.

## Descripción
Los covachos I, VI y VII contienen pinturas rupestres, todas de color rojizo. Las figuras representan un cáprido, un cérvido, así que digitaciones, puntos de dedos impregnados en pintura o dibujados, trazos verticales o curvos. Están datadas entre el 5000 y 3500 AP. Hay diferencia de opiniones respecto al estilo de las pinturas. Algunos los consideran perteneciente al estilo esquemático.
El covacho I contiene una cabra rodeada de diminutos círculos de trazo grueso.
El covacho VI es el más importante del conjunto. Contiene un ciervo rodeado de puntos en líneas verticales. En la parte superior hay una serie de puntos minúsculos y trazos gruesos.
El covacho VII contiene siete líneas verticales cerradas por abajo por otra transversal así que puntos pintados y circulares.